# Carlos Kawall
Carlos Kawall Leal Ferreira (São Paulo, 1961) é um economista brasileiro. Foi o cabeça da Secretaria do Tesouro Nacional do Brasil entre abril e dezembro de 2006.

## Biografia
Kawall e formado em Economia pela Faculdade de economia e administração da Universidade de São Paulo, em 1982. Obteve o mestrado pela Universidade de Campinas ou em 1987 e defendeu tese de doutorado. Começou sua carreira como pesquisador na Fundação do Desenvolvimento Administrativo, em São Paulo, onde desenvolveu diversos estudos sobre os sistemas financeiros brasileiros e internacionais. Passagens incluem Banespa Companhia Energética de São Paulo e Eletropaulo. Por 18 anos foi professor da Pontifícia Universidade Católica de São Paulo antes de ser por oito anos economista-chefe do Citigroup do Brasil. Em 2004, foi nomeado diretor financeiro e de mrcado de capitais do Banco Nacional de Desenvolvimento Econômico e em 2006 Secretaria do Tesouro Nacional. Em 2011, assumiu o cargo de economista chefe do Banco Safra.